# Plakina jani
Plakina jani är en svampdjursart som beskrevs av Muricy, Boury-Esnault, Bézac och Jean Vacelet 1998. Plakina jani ingår i släktet Plakina och familjen Plakinidae. Inga underarter finns listade i Catalogue of Life.